# Evert Koopman
Evert Koopman (Den Helder, 4 februari 1936 - 13 februari 2022), was een Nederlandse beeldhouwer en kunstschilder.

## Kunst

##### Oeuvre
Opgenomen in een stroom van ideeën heeft Evert Koopman, over een periode van ruim vijfenzestig jaar, een omvangrijke collectie vrij constructivistische sculpturen en abstracte schilderijen vervaardigd. Zijn erfgoedcollectie bestaat uit ruim 350 kunstwerken, waaronder sculpturen, reliëfs, tekeningen en schilderijen.

##### Kunstenaarschap
Koopmans kunstenaarschap werd ingegeven met een fascinatie voor typografie en beeldhouwkunst. Zijn kunstzinnige vorming, zoals hij het zelf omschrijft in zijn overzichtsboek uit 2014, werd bepaald 'door een leven lang keihard werken en doorzetten'. Kunstenaar zijn betekende voor Koopman het steeds opnieuw naleven van een zelf opgelegde, dagelijkse werkdiscipline, gericht op het vinden van balans in het spanningsveld tussen kunstzinnige roeping en eigen mogelijkheden. Onderdeel van Koopmans methodiek was het regelmatig afstand nemen van onderhanden werk om zijn progressie in alle rust kritisch te kunnen onderzoeken. Zo leerde hij zijn creatieve stappen te doorzien en de progressie ervan te doorvoelen, steeds resonerend met wat zijn psyche hem aanreikte en hem tot voortgang inspireerde. Koopman werkte aan de hand van de vraag hoe de natuurlijke vorm van het materiaal in de meest elementaire beeldingsmiddelen kon worden uitgedrukt. Daarnaast wilde hij 'vermoedens zichtbaar maken, het mysterie, het onnoembare, dat je alleen kunt voelen door ernaar te kijken en je ervoor open te stellen.'

##### Werkwijze
Koopman was, zoals hij zelf omschreef, 'gedreven om uit het niets acceptabele sculpturen te maken'. Voor zijn sculpturen gebruikte hij vijftien soorten hout die hij onderling combineerde. Daarbij werkte hij welhaast wiskundig en met grote regelmaat, iedere dag van de week stipt om twaalf uur beginnend. Aan de hand van vage basisideeën was hij regelmatig op zoek naar natuurlijke objecten en materialen, die hij zo her en der verzamelde. Dozen vol had hij ervan staan. In willekeurige objecten die hem aanspraken, ontdekte hij vormen die resoneerden met wat hij maken wilde. Hij onderzocht ze, tastte ze af: 'Wat wil ik? Waar wil ik naar toe?' Het vanzelfsprekende creatieve proces van beeldhouwen dat daarop volgde, was voor Koopman een mentale, emotionele, maar vooral lichamelijke strijd met weerbarstige materialen en complexe technische uitdagingen. Het creëren van zijn sculpturen vereiste weken, soms maanden en in enkele gevallen zelfs een jaar of langer om ze te volbrengen.

## Biografie

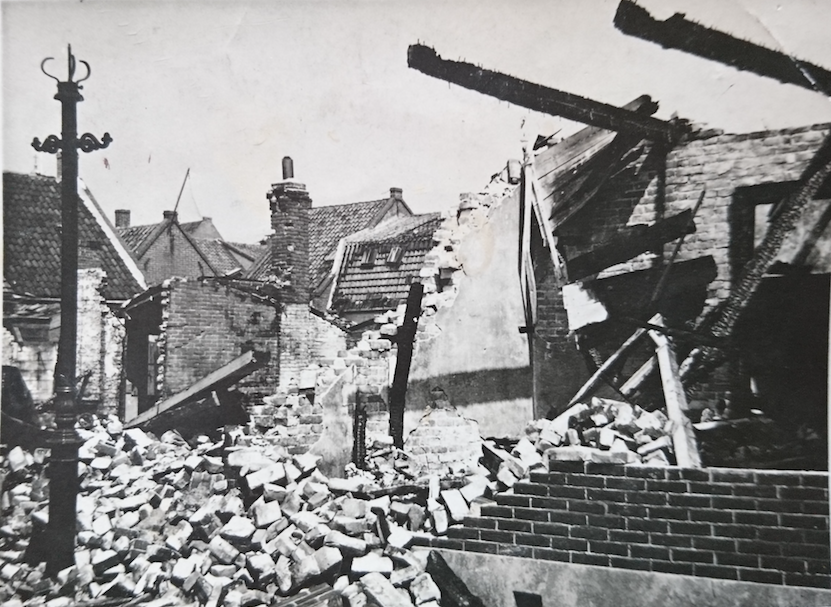
Koopmans ouderlijk huis en loodgieterij. Den Helder, 1941.

##### De eerste jaren: 1936-1965
Evert Koopman werd geboren op 4 februari 1936 in Den Helder. Hij was de zoon van Everardus Theodorus Koopman, loodgieter van beroep en Neeltje Boon. In 1941 werd het ouderlijk huis en de loodgieterij aan de Cornelis Ditostraat, nu de M.H.Trompstraat, bij een bombardement in puin geschoten. Deze ramp ruïneerde het gezin Koopman dat evenwel overleefde door vroegtijdige evacuatie. Bij terugkomst in Den Helder betrok het gezin een woning aan de Westgracht. Na de oorlog begon Koopman zijn lagere schooltijd in klas 3. Uit rapportcijfers bleek dat Koopman grote moeite had met rekenen. Mogelijk leed hij aan dyscalculie. Koopman blonk echter uit in creatieve vakken. Zo doubleerde hij in klas zes met een twee voor rekenen. Het jaar daarop verliet hij de school met een tien voor tekenen.
Van 1951 tot 1953 vervolgde hij zijn opleiding aan de ambachtsschool, voorloper van LTS en het huidige vmbo. Uit een bewaard gebleven foto uit die tijd blijkt reeds Koopmans voorliefde voor typografie. In 1954 vervaardigde hij zijn eerste plastieken die na 1961 deel uitmaakten van zijn eerste exposities. Van 1954 tot 1956 volgde Koopmans diensttijd. Soldaat Koopman werd bij de 113e MOV (W) Herstellings Compagnie in kamp Stroe/Garderen en de kromhoutkazerne te Utrecht gestationeerd. Na zijn diensttijd ving Koopmans professionele leven aan. Als onderdeel van een driejarige avondopleiding typografie en reclame-ontwerpen aan de grafische school te Amsterdam, voorloper van de Rietveld Academie, vond Koopman overdag werk als handzetter en Layout-man bij drukkerijen Bevedeem in Soest en C. de Boer te Hilversum. Koopman woonde al die jaren bij een gastgezin in Hilversum en volgde avondopleidingen in kunstgeschiedenis, tekenen en boetseren aan de Gooise academie voor beeldende kunst te Laren.

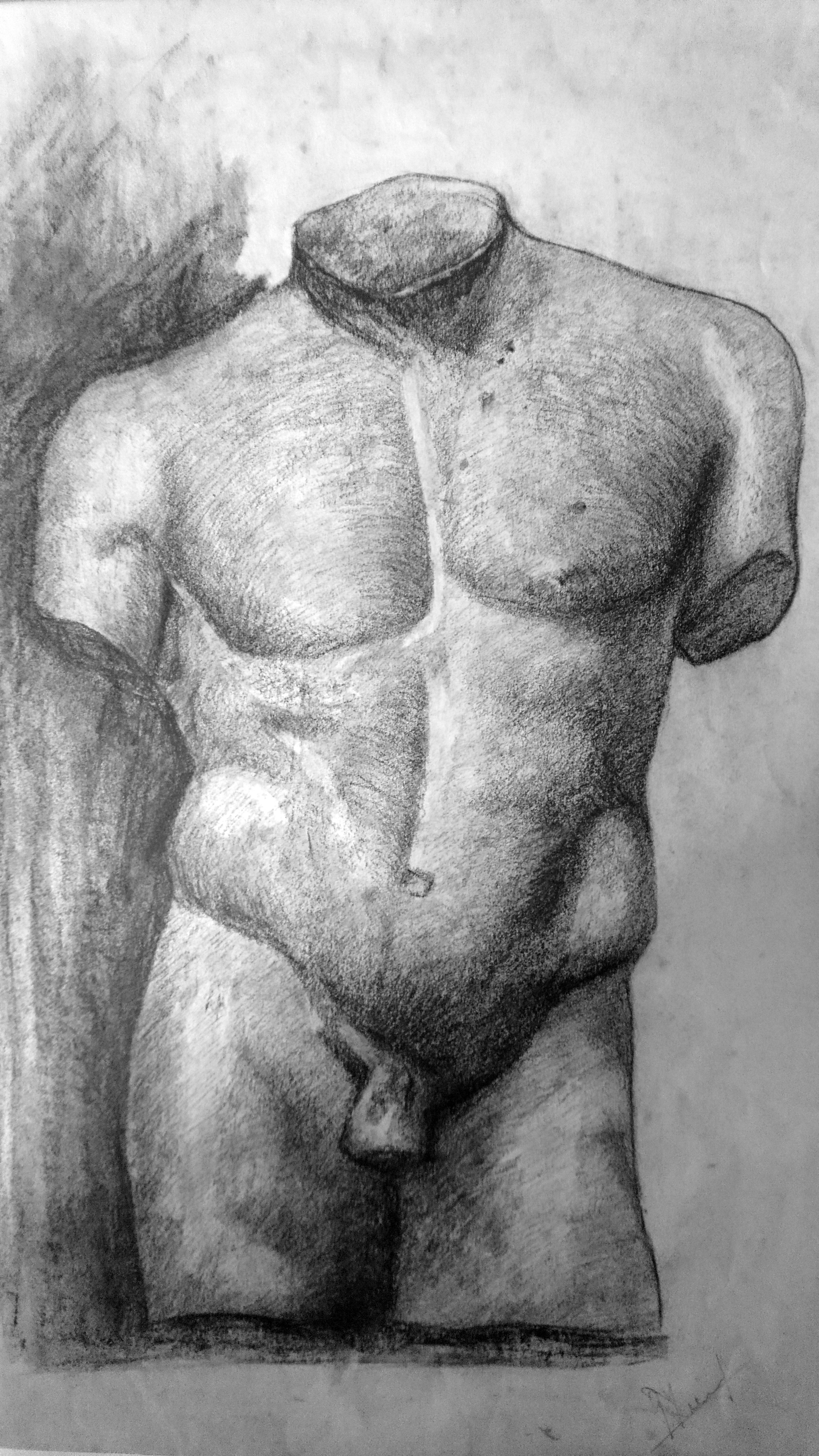
Evert Koopman, Krijttekening, Gooise Academie, 1961.

##### 1960 - 1965: de eerste tentoonstellingen
Kees Schrikker, van 1948 tot 1972 directeur van de Gooise academie, verhaalde in een studieverklaring uit 1973 hoe Koopman, die hij een uitgesproken talent noemde, tijdens een expositie van leerlingen voor het voltallig personeel van de Philips Fabrieken te Huizen (1500 personen), twee prijzen werd toebedeeld voor zijn schilderijen 'Vuurvogel' en 'Kruisiging'. Dit succes wekte de aandacht van lokale media als De Gooi- en Eemlander en het Noordhollands Dagblad. Die aandacht leidde tot Koopmans eerste exposities in Huizen, het Singer Museum te Laren NH en Den Helder 1961 en 1962. Koopmans expositie in Den Helder (1961) werd geopend door burgemeester mr. G.D. Reehorst en volgde op zijn zomerse reis naar Frankrijk waar hij vrij in de buitenlucht leerde schilderen. Uit Koopmans eigen administratie blijkt dat hij voor zijn eerste exposities al over een breed oeuvre van olieverfschilderijen, aquarellen, inkttekeningen, gouaches, krijttekeningen en plastieken beschikte. Lang voorgenomen trouwplannen maakten dat Koopman in 1965 het Gooi achter zich liet en terugkeerde naar Den Helder waar hij trouwde met jeugdvriendin Diny Bravenboer.

##### 1965 - 1975: huisje boompje beestje
Na zijn opleidingsjaren (1957- 1964) werd het stil rond Koopman. Hij trok zich terug in leegstaande schuurtjes en garages waar hij zijn kunstenaarschap in alle rust kon ontwikkelen. Daar richtte hij zich op beeldhouwen. Vrijwel volledig buiten het gezichtsveld van de media werkte hij jaren lang aan een nieuw oeuvre, met uit eikenhout gehakte, rechtopstaande kettingvormen die hij 'stapelingen' noemde. Ook werkte hij aan ruimtelijke sculpturen die hij de titel 'trapconstructies' meegaf en waarmee hij zijn kritiek op zowel de flatbouw als de 'maatschappelijke ladder' en het 'huisje, boompje, beestje' perspectief op zijn leven probeerde vorm te geven. Koopman hechtte niet aan status en functie, en was geen man voor een kalm, burgerlijk en ongestoord leventje. Om aan geld te komen werkte hij te pas en te onpas in de bouw als 'gatenplugger', zoals hij zijn baan als schilder of plafonnier gekscherend noemde. Een redelijk levenspeil was voor Koopman voldoende. Het behoedde hem voor de noodzaak om de contraprestatie in te gaan, een regeling die Koopman een "frustrerend lapmiddel" noemde. 1973 werd een moeilijk jaar voor Koopman. Zijn vader stierf en zijn huwelijk met Diny eindigde in een vechtscheiding. Tijdens de uitspraak van de scheiding werd het huis aan Diny toegewezen en Koopman verplicht een vijfde deel van zijn inkomsten aan alimentatie te betalen. Hierdoor werd Koopman dakloos en zwierf hij een jaar lang van bed naar bed en op straat.

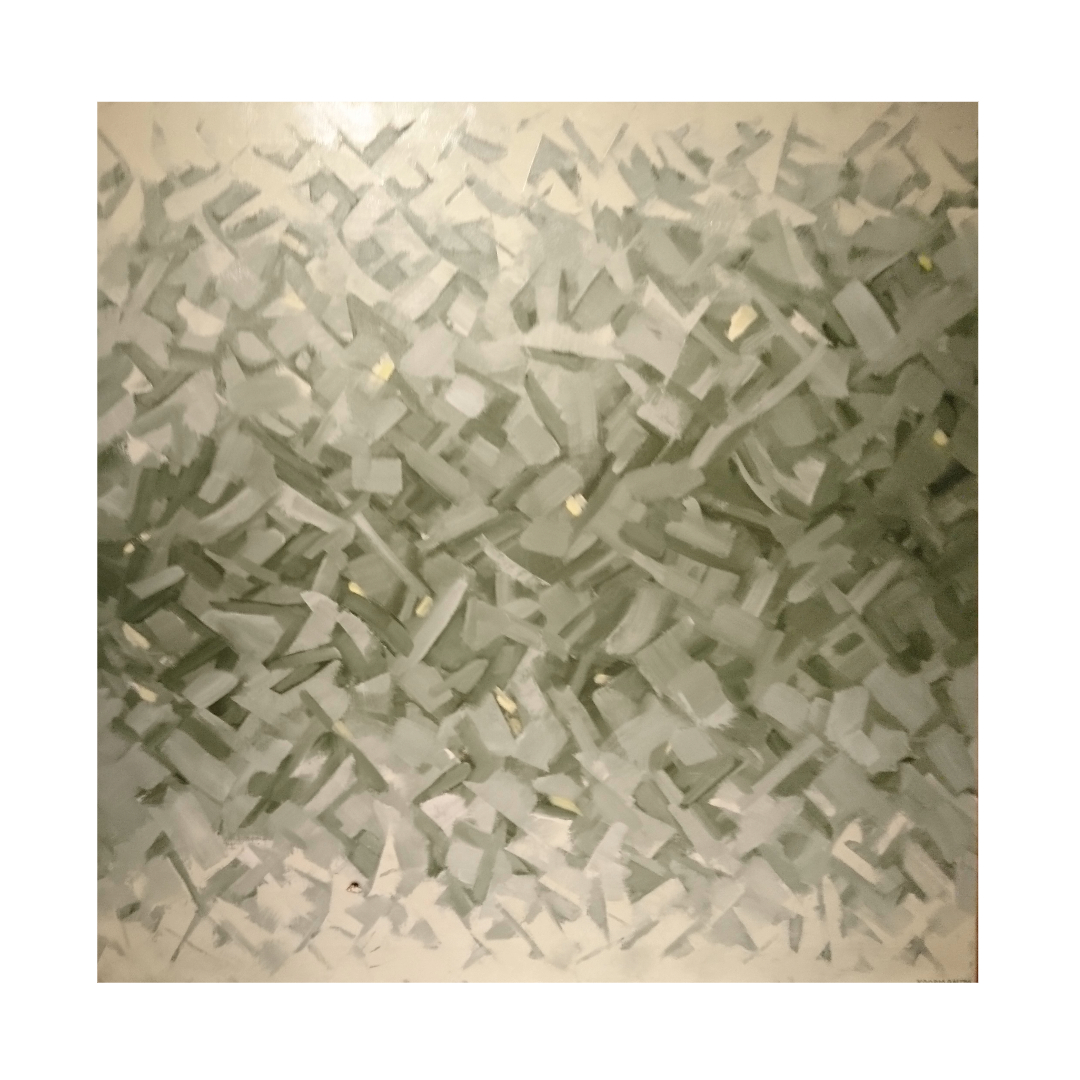
Evert Koopman, Olieverfschilderij, BKR periode, 1976

##### 1975 - 1989: BKR periode
Op 1 september 1974 betrok Koopman een sociale woning in de M.H. Trompstraat, die dienst deed als atelier. Tegen zijn eerdere overtuiging in zette Koopman in 1975 de eerste stappen om alsnog toe te treden tot de Beeldende Kunstenaars Regeling, de BKR. Die aanvraag deed hij op basis van zijn beeldhouwwerken maar de aanmelding werd door de Gemeente Den Helder afgewezen. Op 28 oktober 1976 werd Koopman, na beoordeling van zijn revisieverzoek door de centrale commissie complementaire arbeidsvoorziening beeldende kunstenaars op basis van zijn schilderkunst, alsnog toegelaten. Daarmee brak voor Koopman een nieuwe periode aan. In 1979 betrok hij een atelieruimte in School 7 aan de Weststraat 110, waar hij tot opheffing van de BKR in 1989 een omvangrijke collectie experimentele olieverfschilderijen maakte. Een deel daarvan werd aan de Gemeenten Den Helder en Heerhugowaard verkocht bij wijze van contraprestatie, maar de werken kwamen na de de opheffing deels terug in zijn bezit. In deze periode ontwikkelde Koopman zich verder in disciplines als anatomie en modeltekenen. Tegen het eind van de jaren '80 vervaardigde hij zijn eerste grote houten zuilsculpturen.

##### 1989 - 2014: Grote en zware sculpturen
In 1989 vond Koopman liefde en steun bij vriendin Willy Gelmers (1945 Den Helder). Deze relatie kon standhouden omdat Willy ervoor zorgde dat hun relatie zijn routinematige kunstenaarschap niet in de weg stond. Ze liet hem vrij. Voor beiden kon er op die manier een functionele balans bestaan tussen werk en privé. Op 1 maart 2001 verhuisde Koopman zijn atelier naar lokaal 4 in de oude school aan de Vismarkt. In die mate van vrijheid en geborgenheid kon Koopman zijn technieken als beeldhouwer vervolmaken en zijn grootste en zwaarste beelden vervaardigen. Dat zijn  complexe sculpturen en assemblages van hout en metaal, die op speelse wijze met andere materialen en gevonden voorwerpen gecombineerd werden. En in tegenstelling tot zijn beginperiode, nam Koopman de laatste twintig jaar van zijn leven minimaal één keer per jaar de gelegenheid om nieuw werk ten toon te stellen. 

##### 2014 - 2022: Rob Scholte en andere kunstvrienden
In deze periode faciliteerde kunstenaar Rob Scholte, die met Koopman goed bevriend was, een permanente tentoonstelling van zijn werken in het Rob Scholte Museum te Den Helder. Voor Scholte was Koopman de 'Jutter des Vaderlands’ en de ‘Brancusi van het Noorden’. In hetzelfde jaar organiseerde Ivo de Lange, stichter van IQ Kunstuitleen en eigenaar van het Herman Brood museum te Zwolle in samenwerking met Scholte, een overzichtsexpositie van Koopmans werk bij IQ. Ondertussen ontwierp Koopman samen met zijn vrienden Kees en Tine van Wel een overzichtsboek van zijn belangrijkste werken uit de periode 1954 tot 2014. Daarin schrijft Koopman: 'Het boek is een wandeling door het leven en de tijd achter mij. Een overzicht van iedere stap en alle beslissingen die ik genomen heb; driftig of aarzelend, van vorderingen en tegenslag, van triomfen en nederlagen. Het realistische werk uit mijn begintijd, het voorzichtig aftasten van mijn vermogens en via het vervolg en de voortgang naar het nu'. In hetzelfde boek, dat in 2015 werd uitkwam, dicht Jack W. Benneker, stadsdichter van Den Helder, Koopman als volgt toe: 'Oude betekenissen lossen op tot niets meer is wat het was. Alles is wat het werd. Geen vork nog een vork, geen blikje een blikje, voor een boomtak een nieuwe waarde. Het beeld in zichzelf gedaald'.

##### De laatste jaren
Nieuwe vriendschappen en de erkenning van Scholte, die hem op late leeftijd ten deel viel, ontstak in Koopman een ware beeldenstorm en schilderwoede. In 2014 vervaardigde hij meer dan 30 kleine sculpturen en een serie abstracte olieverfschilderijen onder de naam ‘Colorbridge’. Maar gaandeweg begonnen Koopmans krachten af te nemen en werd hij ziek. Na 2017 bezocht hij zijn atelier aan de Visstraat niet meer. Koopmans bescheiden woning aan de Korvethof werd zijn laatste atelier. Tot enkele dagen voor zijn overlijden, op 13 februari 2022, heeft hij nog een vijftig-tal kleine houtsculpturen gemaakt.

##### Evert Koopman Stichting
In de zomer van 2022 werden Koopmans woning en atelier aan de Vismarkt ontruimd en zijn oeuvre tijdelijk opgeslagen. Een jaar later werd Evert Koopman Stichting opgericht. Koopman's nalatenschap werd in 2023 ondergebracht in het kantoor en expositie atelier van de stichting, een voormalige boerderij in het Overijsselse Belt-Schutsloot. Begin 2024 werd een overzicht van de collectie toegevoegd aan de website van Collectie Nederland, onderdeel van de Rijksdienst voor het cultureel erfgoed. Hiermee werd de collectie in Nederland een beschermde status toegekend. Doelstelling van de stichting is samenwerking met een aansprekende partner die een permanente tentoonstelling van Koopmans levenswerk kan faciliteren.

##### Opleiding
- 1952 - 1955: Grafische school, Alkmaar
- 1957 - 1959: Instituut voor kunstnijverheidsonderwijs, Amsterdam (Rietveld Academie)
- 1960 - 1965: Gooise Academie voor Beeldende Kunst, Laren

##### Inspirators en kunstvrienden
Inspirators en kunstvrienden van Koopman zijn onder anderen Henry Moore, Barbara Hepworth, Jean Arp, Constantin Brâncuși, Ad Dekkers, Ruud van de Wint, Emo Verkerk, Rob Scholte, Rob van Koningsbruggen, Bill Kunst, Co van Gasteren, Kees van Wel, Jan Nijhoff, Marco de Groot, Jaap Schilder en Jan Visser.

## Tentoonstellingen
- 1961: PTT, Huizen (Gooise academie)
- 1961: Singer, Laren NH (Gooise Academie)
- 1961: Willem de Zwijgerschool, Den Helder
- 1962: Atelier Noorderkunstkring, Den Helder
- 1963: Groepstentoonstelling Gooise Academie
- 1972: Kunst uit de Kop, Den Helder
- 1973: De Tamboer, Hoogeveen
- 1985: Expressie centrum, Den Helder
- 1988: Triade, Den Helder
- 1990: Kunst in de kop, Den Helder
- 1992: Kunstcentrum de Boterhal, Hoorn/Cadier en Keer
- 1992: Nederland diagonaal, Maastricht
- 1993: Shell, Amsterdam
- 1995: Beeldenroute, Zijpe
- 2002: Ijssalon, Den Helder
- 2003: Museum Waterland, Purmerend
- 2003: Ijssalon, Den Helder
- 2004: Ijssalon, Den Helder
- 2005: Atelierroute, Den Helder
- 2005: Museum Waterland, Purmerend
- 2006: Triade, Den Helder
- 2007: Atelierroute, Den Helder
- 2007: Triade, Den Helder
- 2008: Kunstliga Zwanenzang, Den Helder
- 2008: Atelier Coltd, Alkmaar
- 2008: Atelierroute, Alkmaar
- 2009: Intermezzo, De Vissalon, Den Helder
- 2010: Schouwburg de Kampagne, Den Helder (solo)
- 2011: Artroom, Kunsthal 52, Den Helder
- 2013: Rob Scholte Museum, Den Helder
- 2014: IQ Kunstgalerie, Zwolle
- 2014: NH Biënnale, Kunsthal 45, Den Helder
- 2014: Ijssalon, Den Helder (Solo)
- 2014: Rob Scholte Museum, Den Helder
- 2015: Rob Scholte Museum, Den Helder
- 2016: Rosa Spierhuis, Laren NH
- 2016: Rob Scholte Museum, Den Helder
- 2017: Rob Scholte Museum, Den Helder
- 2018: Rob Scholte Museum, Den Helder
- 2018: Rosa Spierhuis, Laren NH
- 2018: LDS 46, Huisduinen
- 2020: Kunsthal 45, Den helder
- 2023: EK Stichting, Belt-Schutsloot
- 2024: EK Stichting, Belt-Schutsloot

## Publicaties

### Kranten
De Dukdalf, Gooi en Eemlander, Huizer Courant, Hoogeveens Dagblad, Helderse Courant, Hoogeveense Courant, Helders Weekblad, Noordhollands Dagblad, De Limburger, Nieuwsblad van het Noorden, Onze Krant Den Helder en Het Vrije Volk.
- International Standard Name Identifier: 0000 0004 5937 4963
- Nederlandse Thesaurus van Auteursnamen: 408205393
- RKD-Nederlands Instituut voor Kunstgeschiedenis: 261678
- Virtual International Authority File: 46148268003305110648